# Schangen-Dierloch
Schangen-Dierloch ist ein Naturschutzgebiet bei Freiburg im Breisgau in Baden-Württemberg.

## Geographie
Das Naturschutzgebiet liegt im Naturraum Freiburger Bucht in Baden-Württemberg und ist Teil des Freiburger Mooswaldes. Es liegt auf dem Gebiet der Stadt Freiburg und Gemarkung von Hochdorf, einem Stadtteil von Freiburg. Es befindet sich östlich von Hochdorf, jenseits der A 5. Im Südwesten grenzt es an das Gewerbe- und Industriegebiet Hochdorf.
Das Gebiet überschneidet sich in Teilen mit dem FFH-Gebiet Mooswälder bei Freiburg und dem gleichnamigen europäischen Vogelschutzgebiet und liegt im Landschaftsschutzgebiet Mooswald. Im Norden grenzt es an den Bannwald Bahnholz.

## Schutzzweck
Der wesentliche Schutzzweck ist gemäß Schutzgebietsverordnung die Erhaltung und Entwicklung des Gebiets als Mosaik von Grün-, Feucht- und Ackerland mit Wiesengräben; als Bereich mit großen zusammenhängenden artenreichen Wiesen; als Waldbereich mit gut ausgebildeten Binnensäumen sowie staudenreichen Waldrändern als Lebensraum zahlreicher Insektenarten; als Lebensraum zahlreicher gefährdeter, zum Teil stark gefährdeter Tier- und Pflanzenarten insbesondere der Zwergbinsen- und Rohbodengesellschaften sowie der Libellen- und der Schmetterlingsfauna; sowie als Lebensraum mit einem hohen Potential zur Aufwertung und Entwicklung selten gewordener Lebensräume und Lebensstätten.
Darüber hinaus wurde die Erhaltung und Entwicklung der im Gebiet vorkommenden Arten und Lebensräume der FFH- und der Vogelschutzrichtlinie als Schutzzweck festgelegt.